# Qevutsat Kinnéret
El quibuts Qevutsat Kinnéret (en hebreu קבוצת כנרת) està en el nord d'Israel, al sud del mar de Galilea. Com en hebreu el nom d'aquest mar (que en la realitat és un llac) és Yam Kinnéret, així es diu aquest quibuts, que és un dels més antics del país (va ser fundat abans que Deganyà, ja en 1908, però com una comunitat agrícola solament, fins que el 1913 va esdevenir quibuts). La població és de gairebé 900 persones que viuen del turisme i de l'agricultura (dàtils, olives, mangos). Allà va néixer la cantant Naomi Shemer. La seva famosa cançó חורשת האקליפטוס, Hurxat ha-Eqaliptus, cantada per Lara Fabian, està inspirada en els boscos d'eucaliptus d'aquest poble israelià.